# Dario Lillo
Dario Lillo, né le 17 avril 2002, est un coureur cycliste suisse. Il participe à des compétitions sur route, en VTT et en cyclo-cross.

## Palmarès en VTT

### Championnats du monde
- Leogang 2020
  - 6e du cross-country juniors
- Les Gets 2022
  -  Champion du monde du relais mixte
  - 7e du cross-country espoirs
- Glasgow 2023
  -  Champion du monde du relais mixte
  -  Médaillé de bronze du cross-country espoirs
- Pal Arinsal 2024
  -  Médaillé d'argent du cross-country espoirs

### Coupe du monde
- Coupe du monde de cross-country espoirs
  - 2022 : 8e du classement général
  - 2023 : 4e du classement général, vainqueur d'une manche
  - 2024 : 4e du classement général, vainqueur d'une manche

- Coupe du monde de cross-country short track espoirs
  - 2023 : 4e du classement général, vainqueur d'une manche
  - 2024 : 3e du classement général, vainqueur de 2 manches

### Championnats d'Europe
- Brno 2019
  -  Champion d'Europe du relais mixte
- Krynica-Zdrój 2023
  -  Médaillé d'argent du cross-country espoirs
- Cheile Grădiștei 2024
  -  Médaillé d'argent du cross-country short-track espoirs

### Championnats de Suisse
- 2019
  -  Champion de Suisse de cross-country juniors

## Palmarès en cyclo-cross
- 2018-2019
  - 2e du championnat de Suisse de cyclo-cross juniors
- 2019-2020
  -  Champion de Suisse de cyclo-cross juniors
  - Radcross Illnau juniors
  - EKZ CrossTour juniors #3, Meilen
  - Coupe du monde de cyclo-cross juniors #7, Grand Prix Adrie van der Poel
  - 2e de la Coupe du monde de cyclo-cross juniors
  -  Médaillé de bronze du championnat d'Europe de cyclo-cross juniors
  - 4e du championnat du monde de cyclo-cross juniors
- 2020-2021
  -  Champion de Suisse de cyclo-cross espoirs
  - 7e de la Coupe du monde de cyclo-cross espoirs
- 2021-2022
  -  Champion de Suisse de cyclo-cross espoirs
- 2022-2023
  -  Champion de Suisse de cyclo-cross espoirs
- 2023-2024
  -  Champion de Suisse de cyclo-cross espoirs
  - 6e du championnat d'Europe de cyclo-cross espoirs
- 2024-2025
  - Swiss Cyclocross Cup #2, Schneisingen
  - Swiss Cyclocross Cup #3, Mettmenstetten